# ثلاثي أكسيد السيلينيوم
 ثلاثي أكسيد السيلينيوم هو مركب كيميائي صيغته SeO3، ويوجد في الشروط القياسية على شكل صلب بلوري أبيض.

## التحضير
يمكن أن يحضر المركب من تفاعل سيلينات البوتاسيوم مع ثلاثي أكسيد الكبريت:
{\displaystyle \mathrm {K_{2}SeO_{4}} +(n+1)\;\mathrm {SO_{3}} \longrightarrow \mathrm {K_{2}SO_{4}} \cdot n\;\mathrm {SO_{3}} +\mathrm {SeO_{3}} }

## الخواص
لا يعد ثلاثي أكسيد السيلينيوم من الأكاسيد المستقرة، إذ سرعان ما يتفكك إلى ثنائي أكسيد السيلينيوم:
{\displaystyle {\ce {2 SeO3 -> 2 SeO2 + O2}}}
يشبه هذا المركب في خواصه الكيميائية ثلاثي أكسيد الكبريت SO3 أكثر مما يشبه ثلاثي أكسيد التيلوريوم TeO3.
وهو يتفاعل مع رباعي فلوريد السيلينيوم ليشكل أوكسي فلوريد السيلينيوم:
{\displaystyle {\ce {2SeO3 + SeF4 -> 2SeO2F2 + SeO2}}}